# Театральна (станція метро, Київ)
50°26′41″ пн. ш. 30°31′5″ сх. д. / 50.44472° пн. ш. 30.51806° сх. д.
«Театра́льна» — 28-ма станція Київського метрополітену. Розташована на Святошинсько-Броварській лінії між станціями «Університет» і «Хрещатик». Відкрита 6 листопада 1987 року під назвою «Ле́нінська» (від вулиці Леніна, нині — Богдана Хмельницького, де розташована станція). Нинішня назва — з 2 лютого 1993 року, від розташованих поблизу Драматичного театру ім. Лесі Українки та Національної опери України.
Є частиною пересадкового вузла між Святошинсько-Броварською та Сирецько-Печерською лініями.
Також поряд зі станцією розташовані Центральний універмаг і Природничий музей.

## Історія будівництва
Станція вбудована в наявну лінію спеціально як пересадковий пункт на Сирецько-Печерську лінію. Осторонь тунелів перегону «Університет» — «Хрещатик» почали будівництво станції та під'їзних тунелів. На завершальному етапі будівництва новий вузол приєднали до наявної лінії. При цьому протягом пів року, з 31 березня по 1 жовтня 1987 року, лінія була розірваною навпіл, між «Університетом» і «Хрещатиком» поїзди не ходили. Саму станцію відкрили трохи більше ніж через місяць після відновлення руху, пристосувавши відкриття до 6 листопада — напередодні 70-ї річниці Великої Жовтневої революції. Старі тунелі, довжиною понад 300 м кожен, які частково перерізані склепінням станції «Золоті Ворота», перебувають у законсервованому стані. До них є доступ через службові проходи для профілактичного огляду.

## Конструкція
Конструкція станції — пілонна трисклепінна з острівною платформою.
Колійний розвиток: станція без колійного розвитку.
Станція має три підземних зали — середній і два зали з посадковими платформами. Зали поєднані між собою рядами проходів-порталів, які чергуються з пілонами. Середній зал ескалаторним тунелем з'єднаний з підземним вестибюлем, сполучений з підземним переходом на перехресті вулиць Богдана Хмельницького і Євгена Чикаленка. Для підйому та спуску пасажирів в ескалаторному тунелі встановлено чотиристрічкові одномаршеві ескалатори.

## Архітектура та оформлення
За словами архітектора Т. Целіковської, станція могла стати іншою. Отримавши задачу створити станцію, присвячену Леніну, архітектори намагалися зробити акцент на музиці Бетховена — яка подобалася Леніну як людині. Однак цей проєкт було відхилено, і станція набула нинішнього інтер'єру в офіціозному стилі.
В оформленні переважає граніт червоно-коричневих тонів Лезниківського родовища в Житомирській області (з того самого, звідки в 1929 році взято камінь для Мавзолею Леніна), яким облицьовані пілони й торець центрального залу. У нішах пілонів із боку центрального залу встановлено металеві горельєфи у вигляді прапорів із цитатами з робіт Леніна українською та російською мовами. У торці залу розміщено бронзовий бюст Леніна. З боку посадкових платформ центральна частина пілонів оброблена світло-сірим мармуром.
Підсвітка центрального і платформних залів — закарнізна. Колійні стіни облицьовані білим мармуром.
Верхній циліндричний підземний вестибюль являє собою композицію «Спіраль часу», що складається з горельєфів і барельєфів, які уособлюють зображення історичних подій, перетворюючись на птахів і промені, і нарешті сходяться в центрі склепіння, де змонтована велика люстра з м'яким білим світлом.

## Пересадки
У середині залу станції розташовані чотири галереї-проходи над платформою другої колії, що ведуть до чотирьохстрічкового одномаршевого ескалатора, яким можна перейти на станцію «Золоті ворота».

## Новітнє переобладнання
25 лютого 2014 року, під час активної фази «Ленінопаду», на станції демонтували таблички з радянськими лозунгами та почали підготовчі роботи для демонтажу барельєфа Леніна в торці станції. Однак, барельєф лише закрили дерев'яною стінкою. 6 листопада 2014 року на стінці у торці залу відкрили 3D малюнок із зображенням театральної зали.

## Пасажиропотік
| Рік                           | 2009 | 2011 | 2012 | 2013 | 2014 | 2015 | 2016 | 2017 | 2018 |
| ----------------------------- | ---- | ---- | ---- | ---- | ---- | ---- | ---- | ---- | ---- |
| Пасажиропотік, тис. осіб/добу | 19,0 | 17,8 | 17,9 | 17,3 | 15,8 | 14,8 | 14,8 | 15,0 | 15,1 |

## Галерея

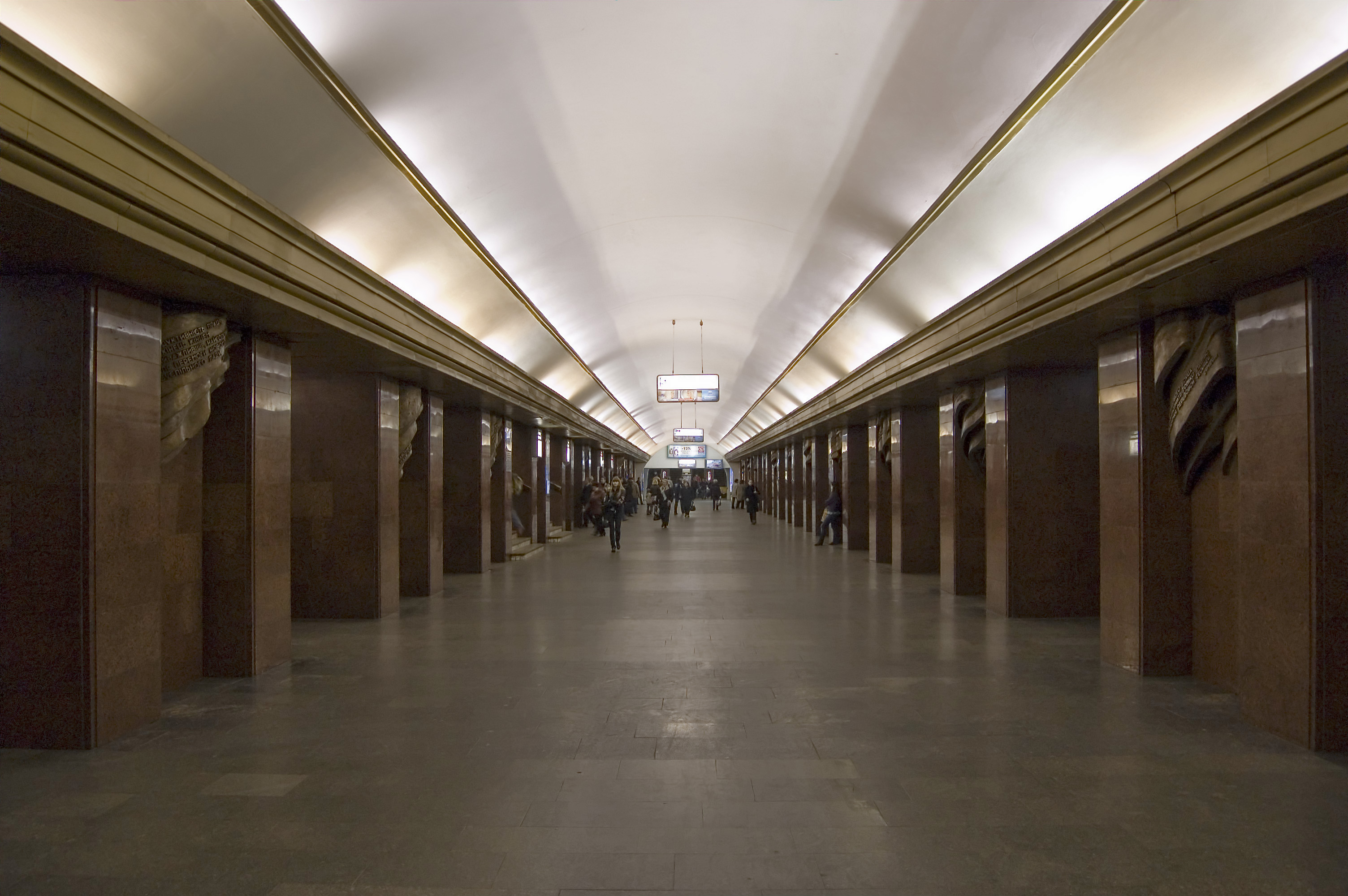
Центральний зал, вигляд в бік ескалаторів
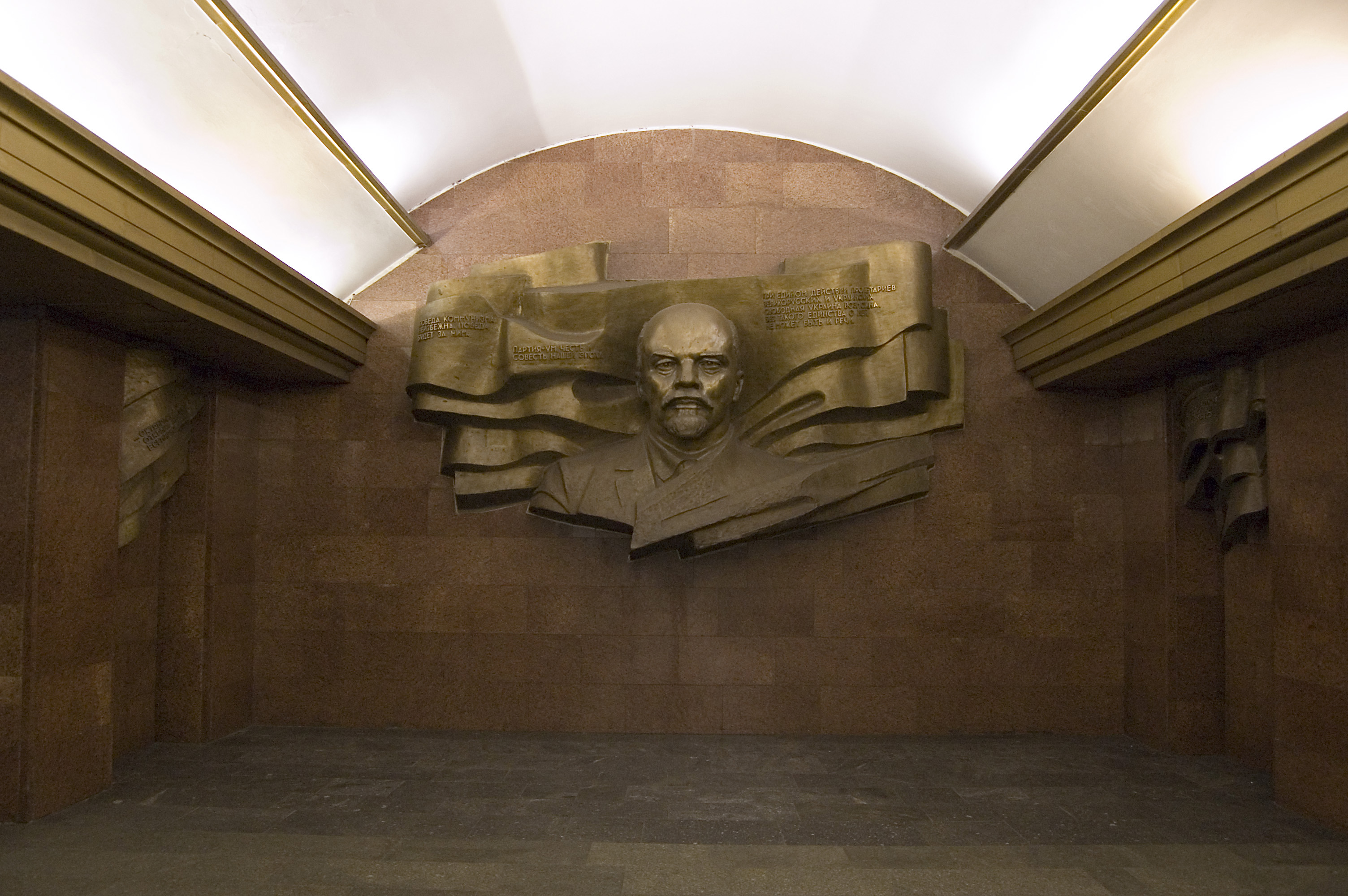
Бюст В. І. Леніна у торці центрального залу, закритий у лютому 2014 року
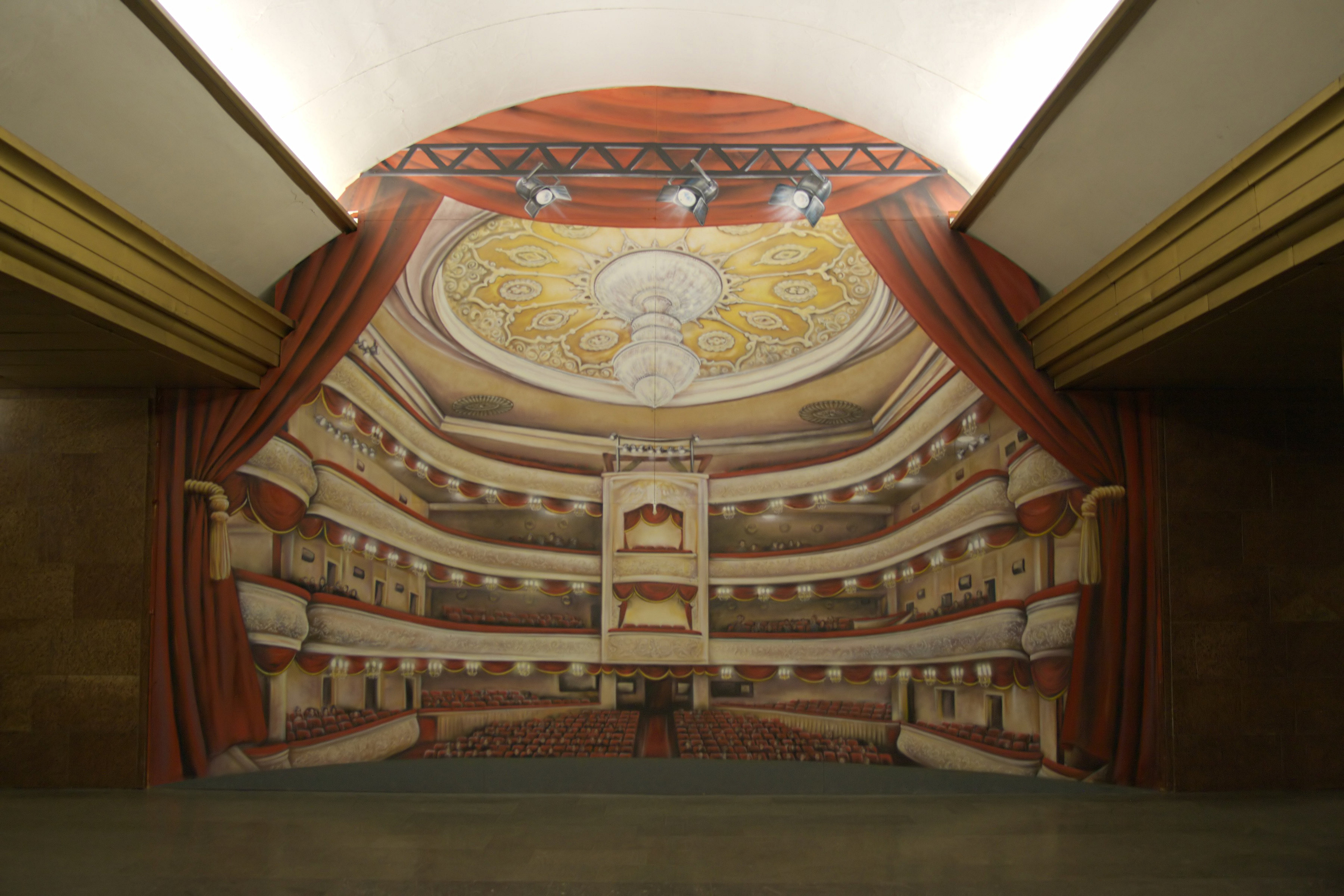
3D малюнок, який закриває бюст В. І. Леніна (відкрито 6 листопада 2014 року)
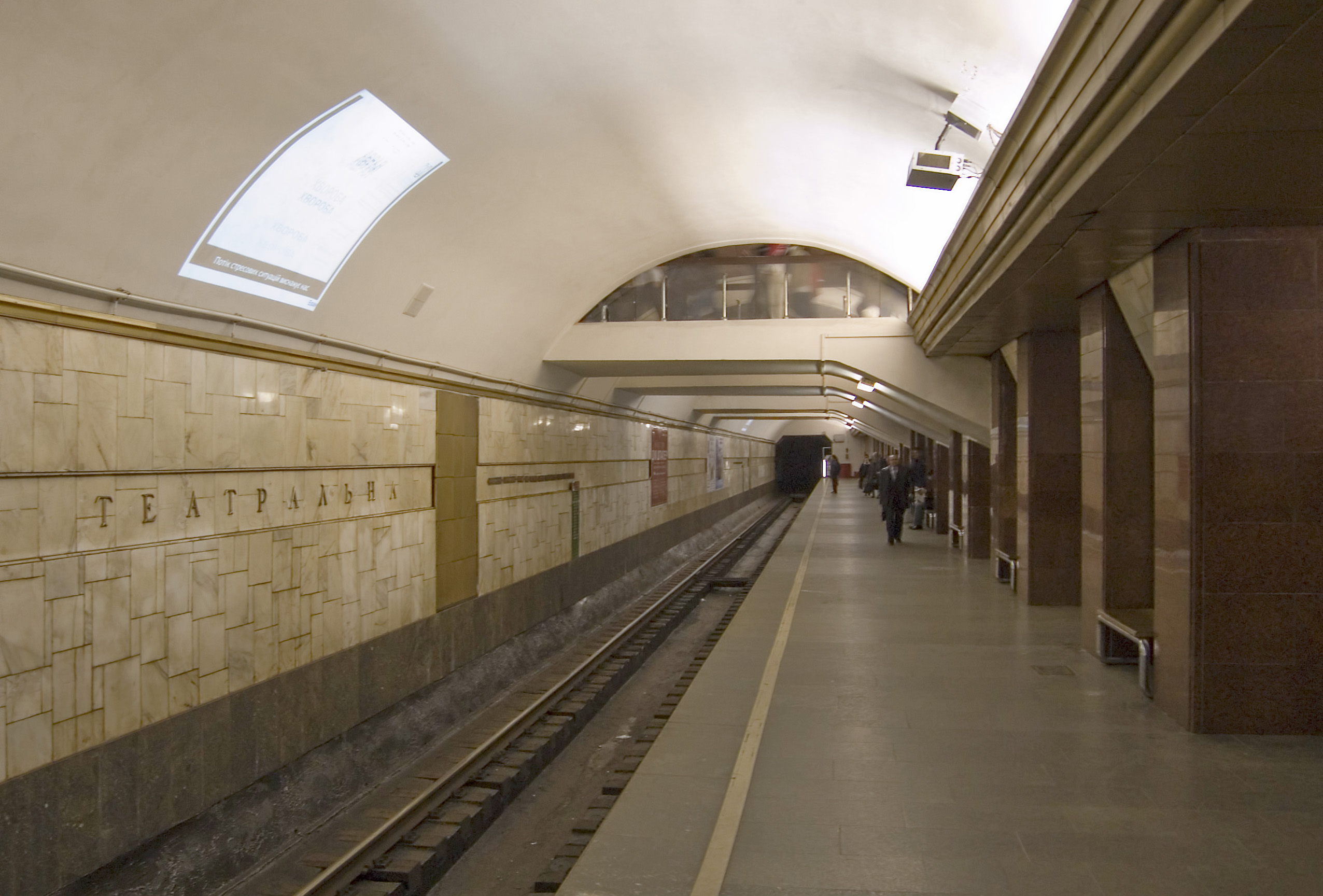
Посадкова платформа в бік станції «Університет»
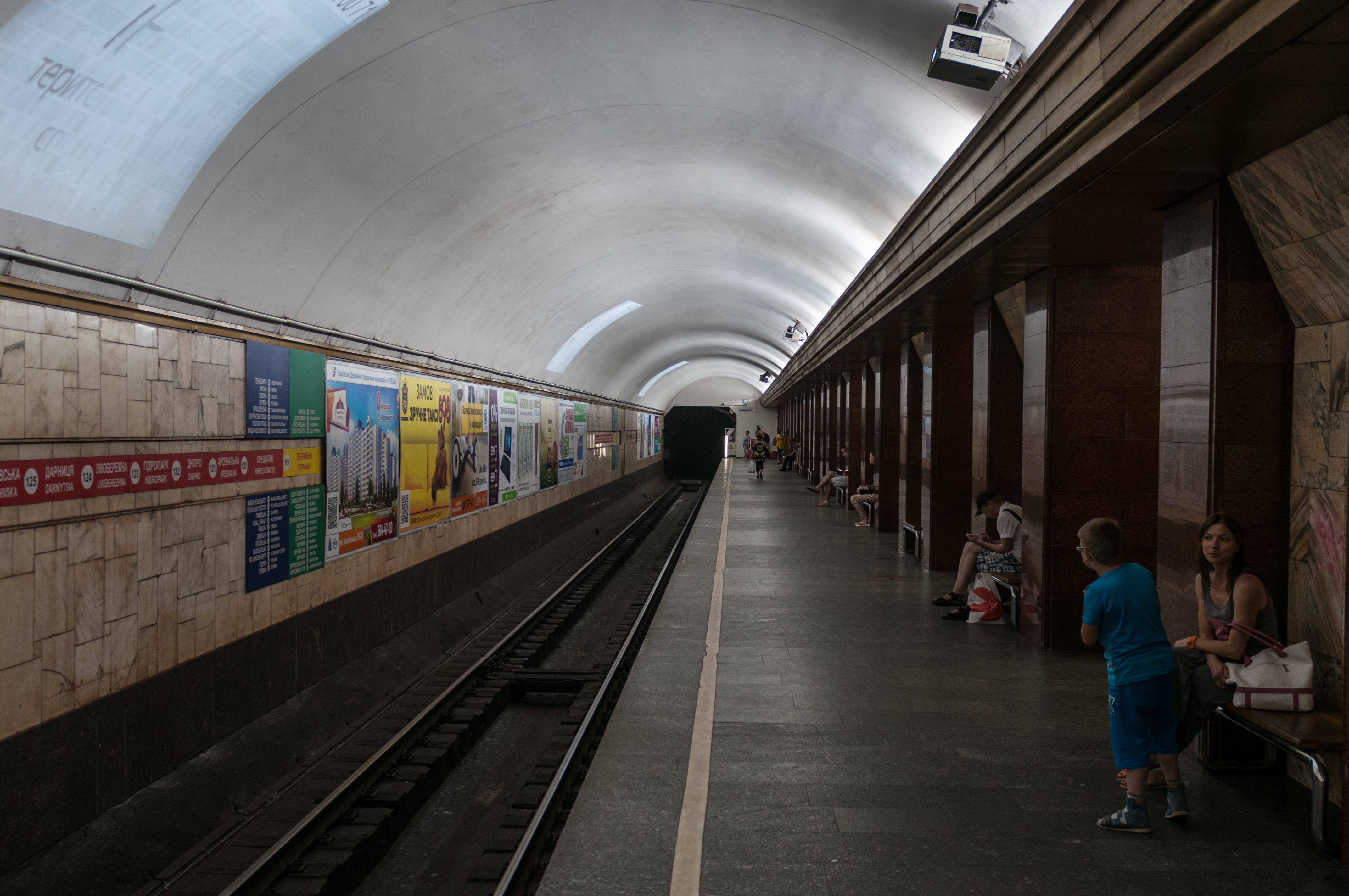
Посадкова платформа в бік станції «Хрещатик»
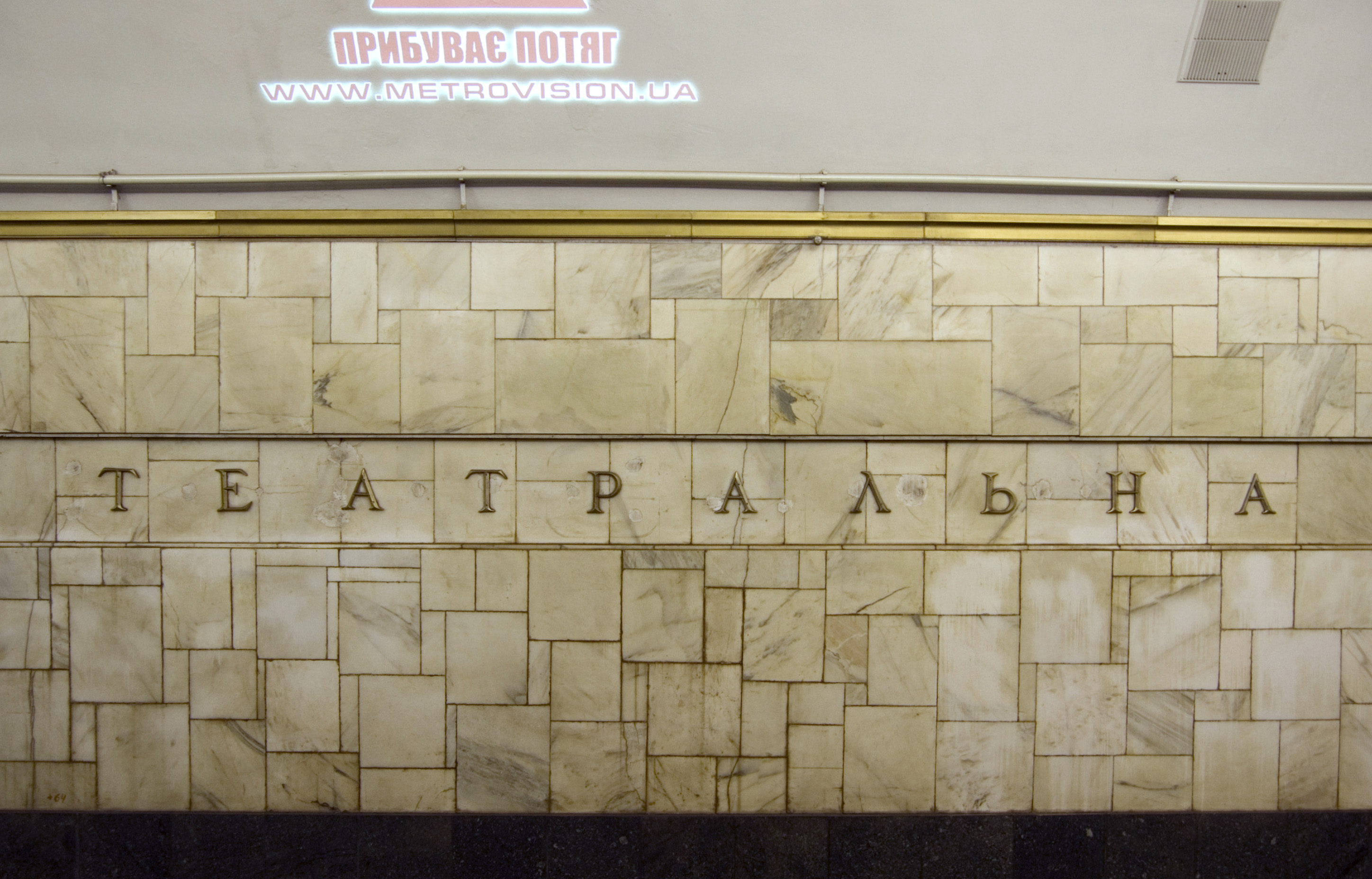
Назва станції на колійній стіні
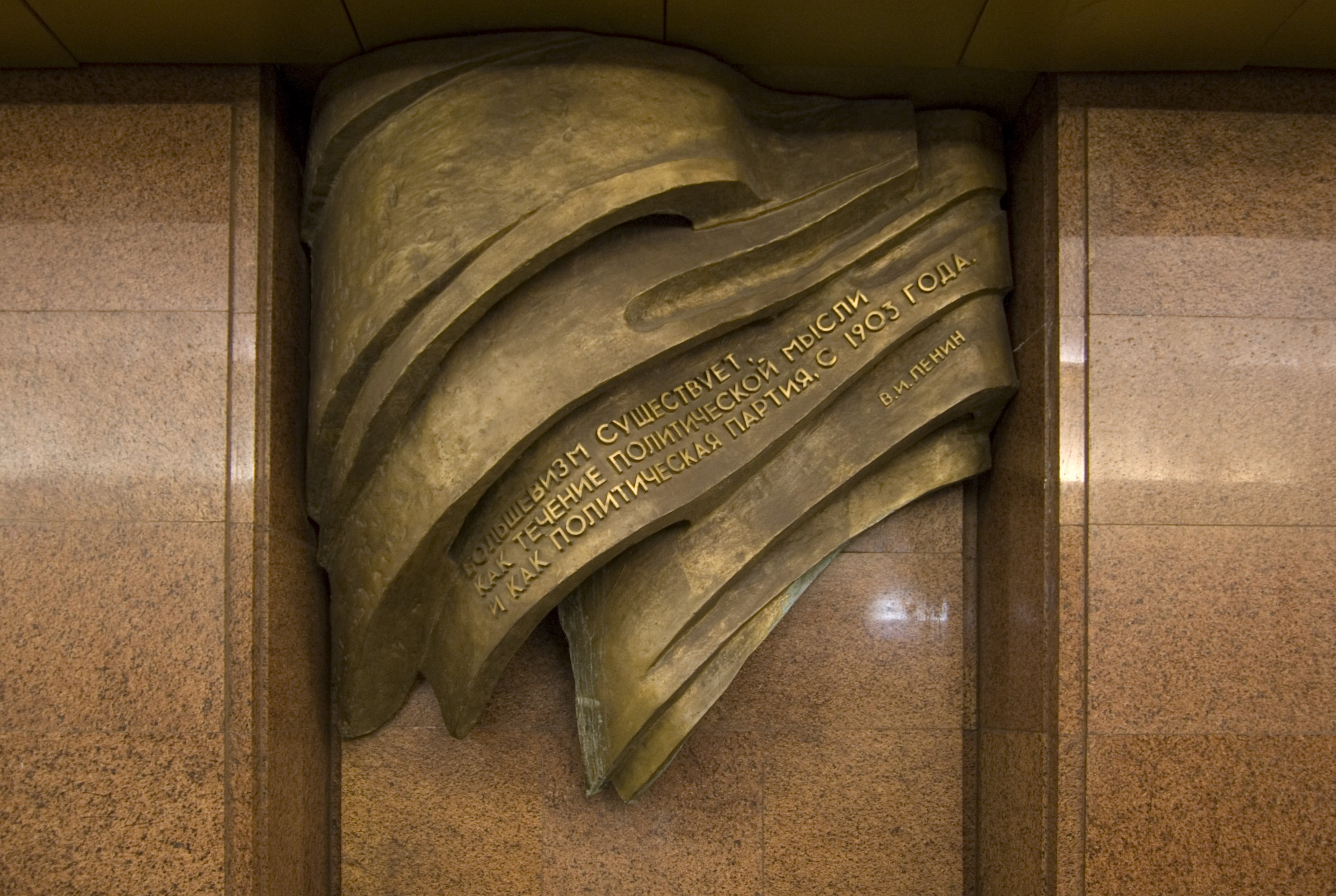
Один із бронзових прапорів із цитатою Леніна на пілоні, усі демонтовані у лютому 2014 року
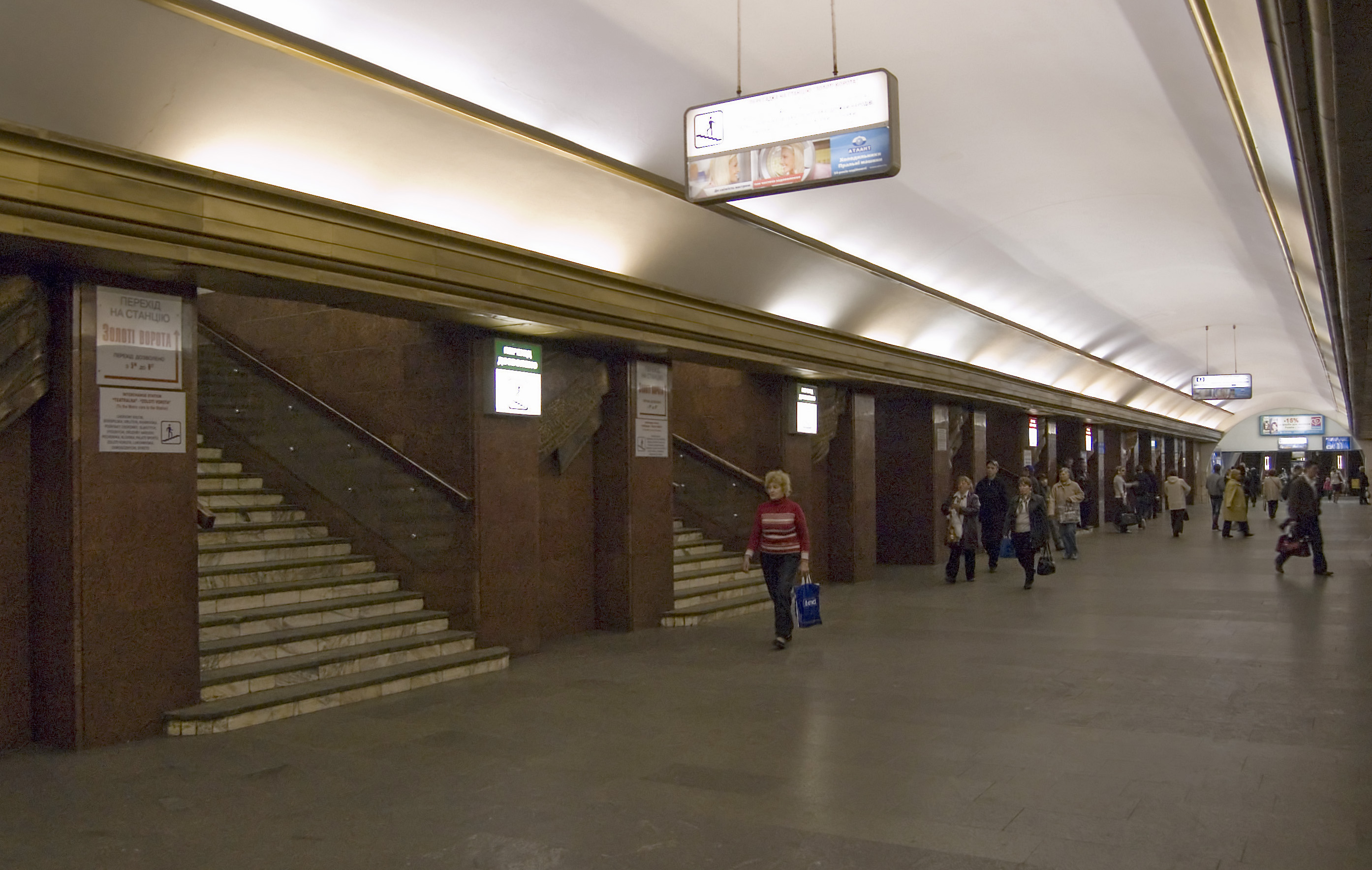
Центральний зал, перехід на станцію «Золоті ворота»
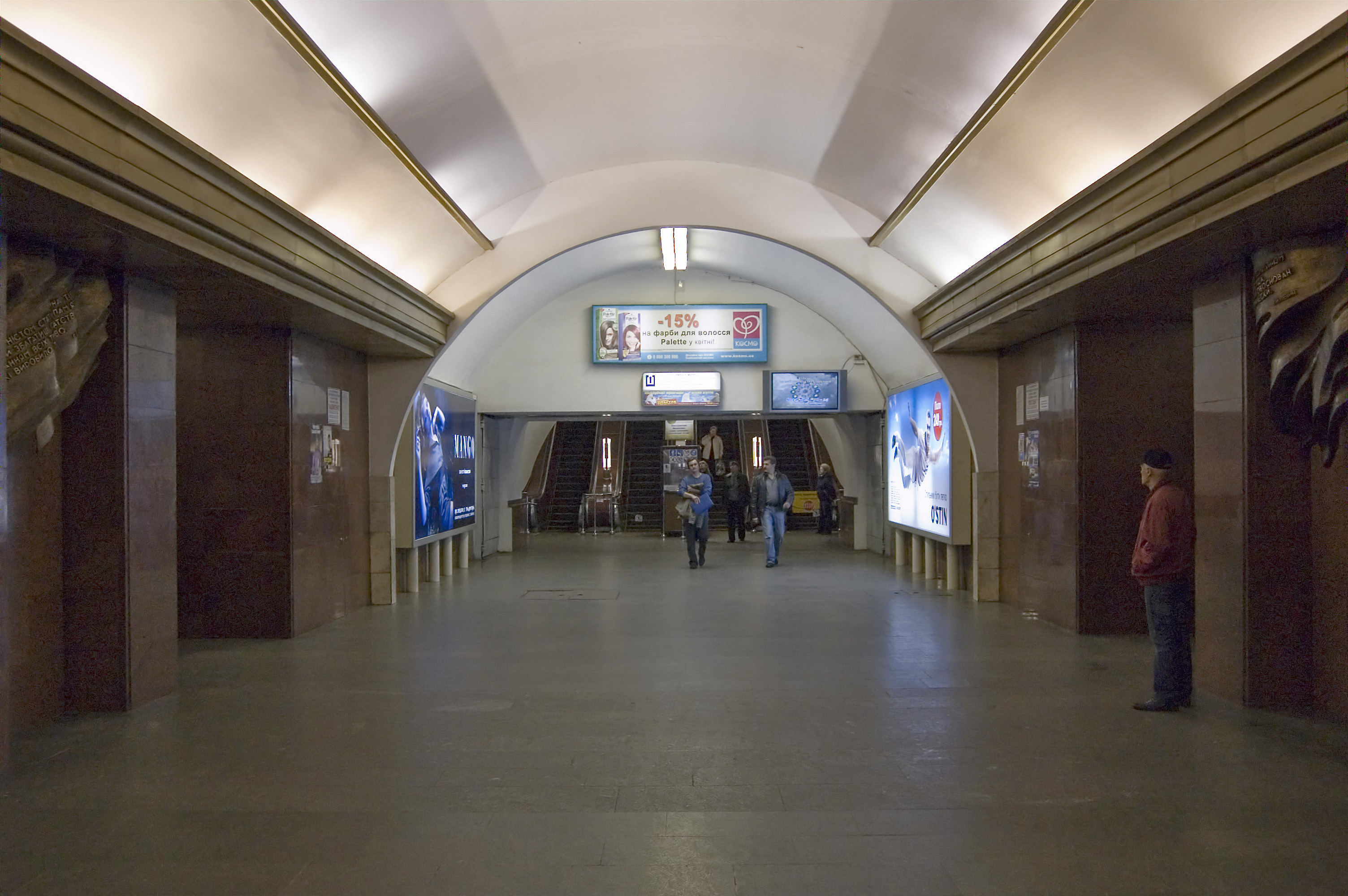
Вхід до ескалаторів
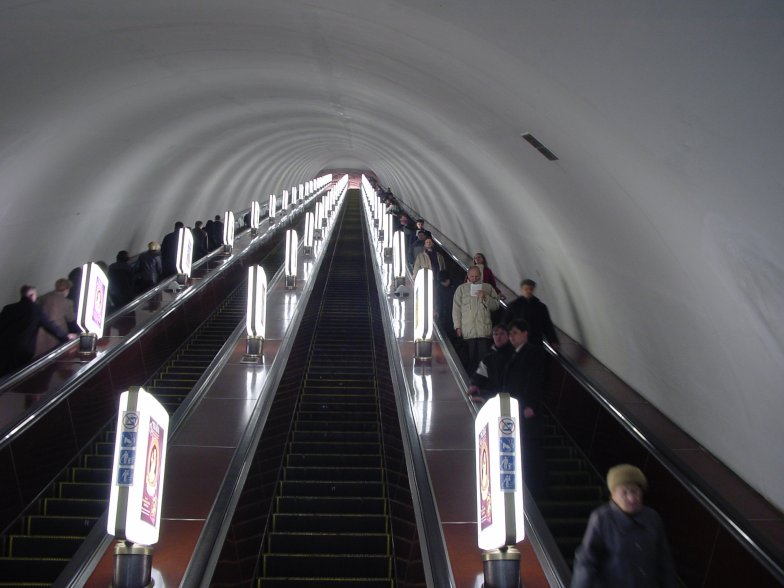
Ескалаторний нахил
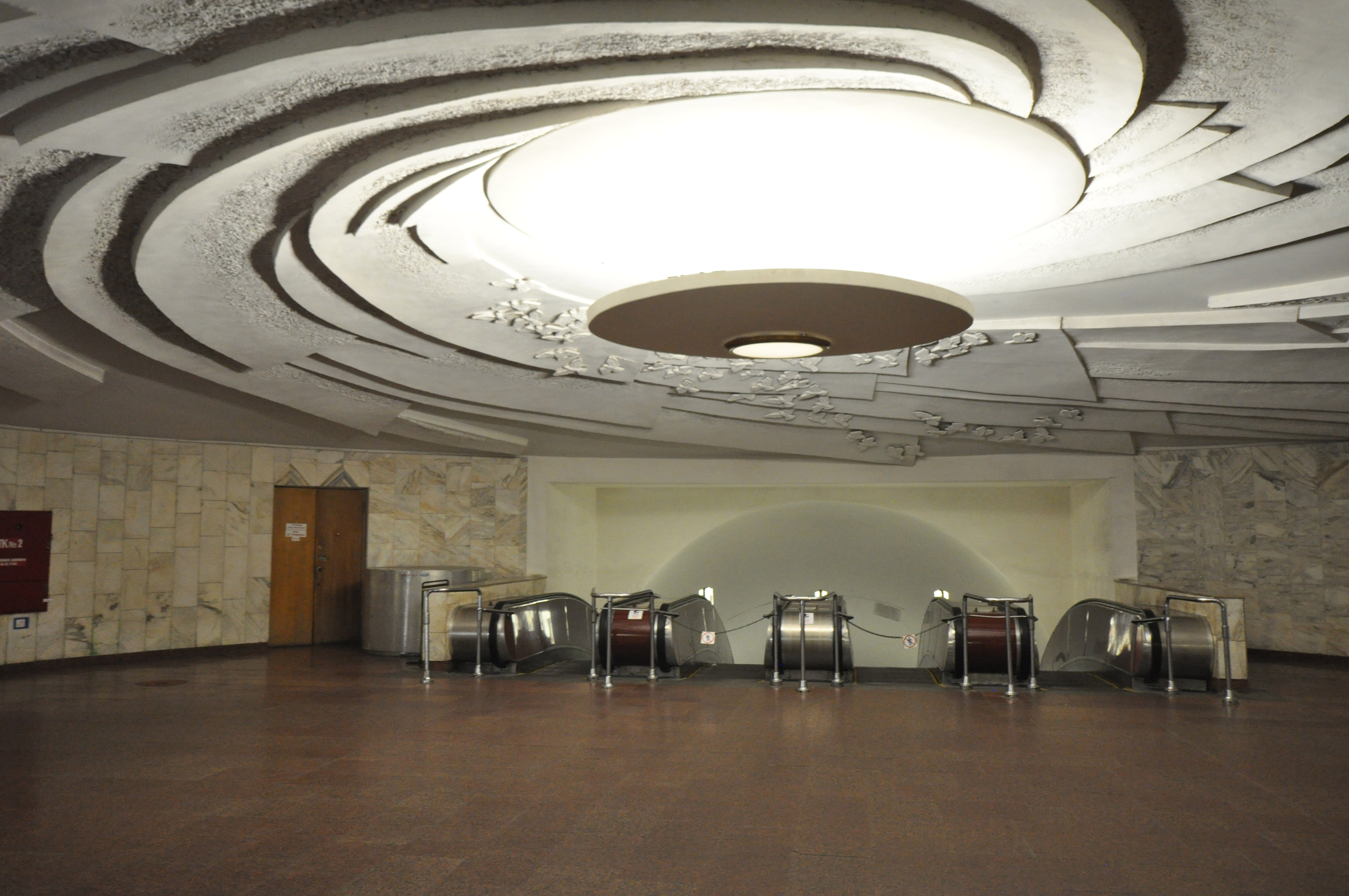
Підземний вестибюль
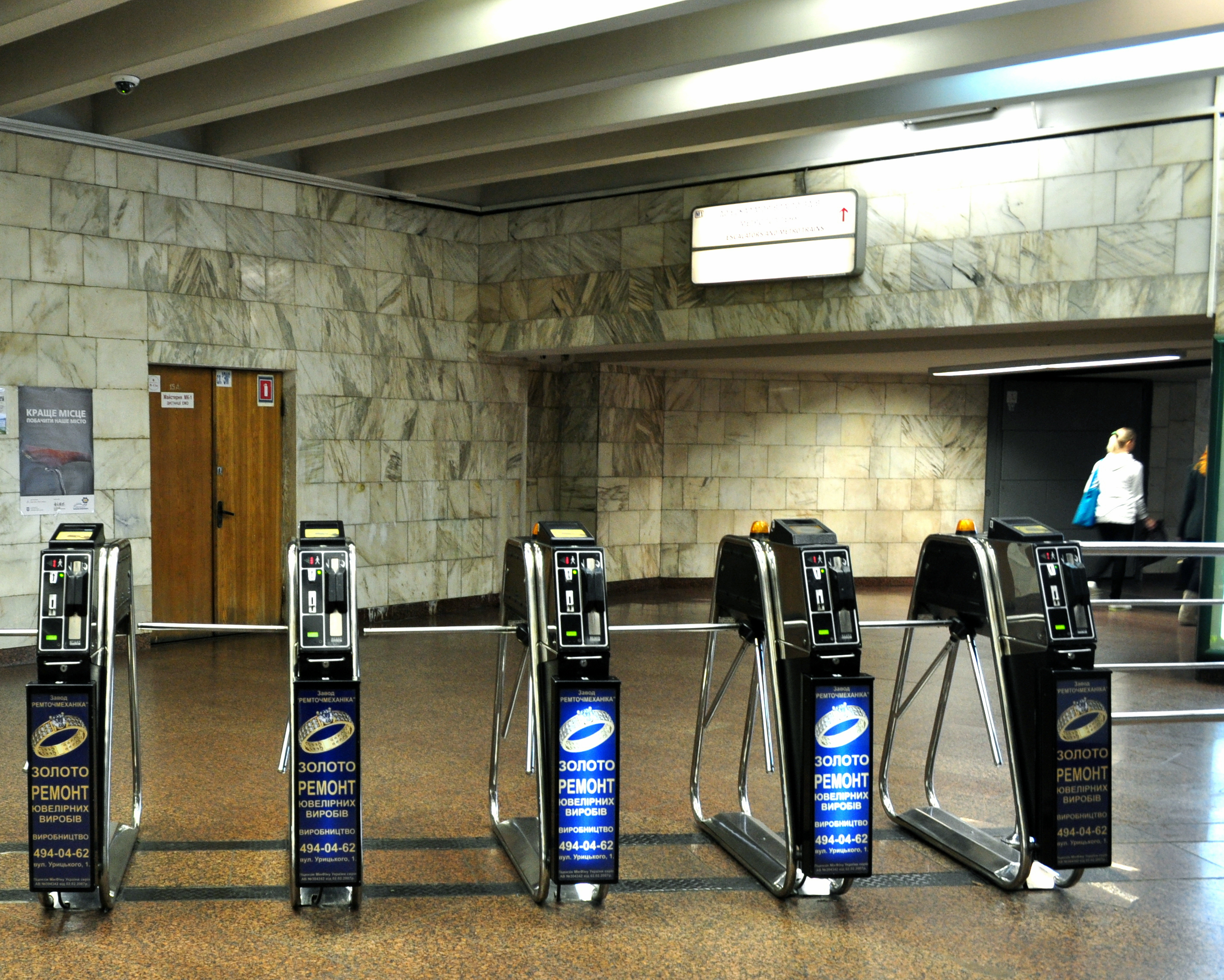
Касовий зал
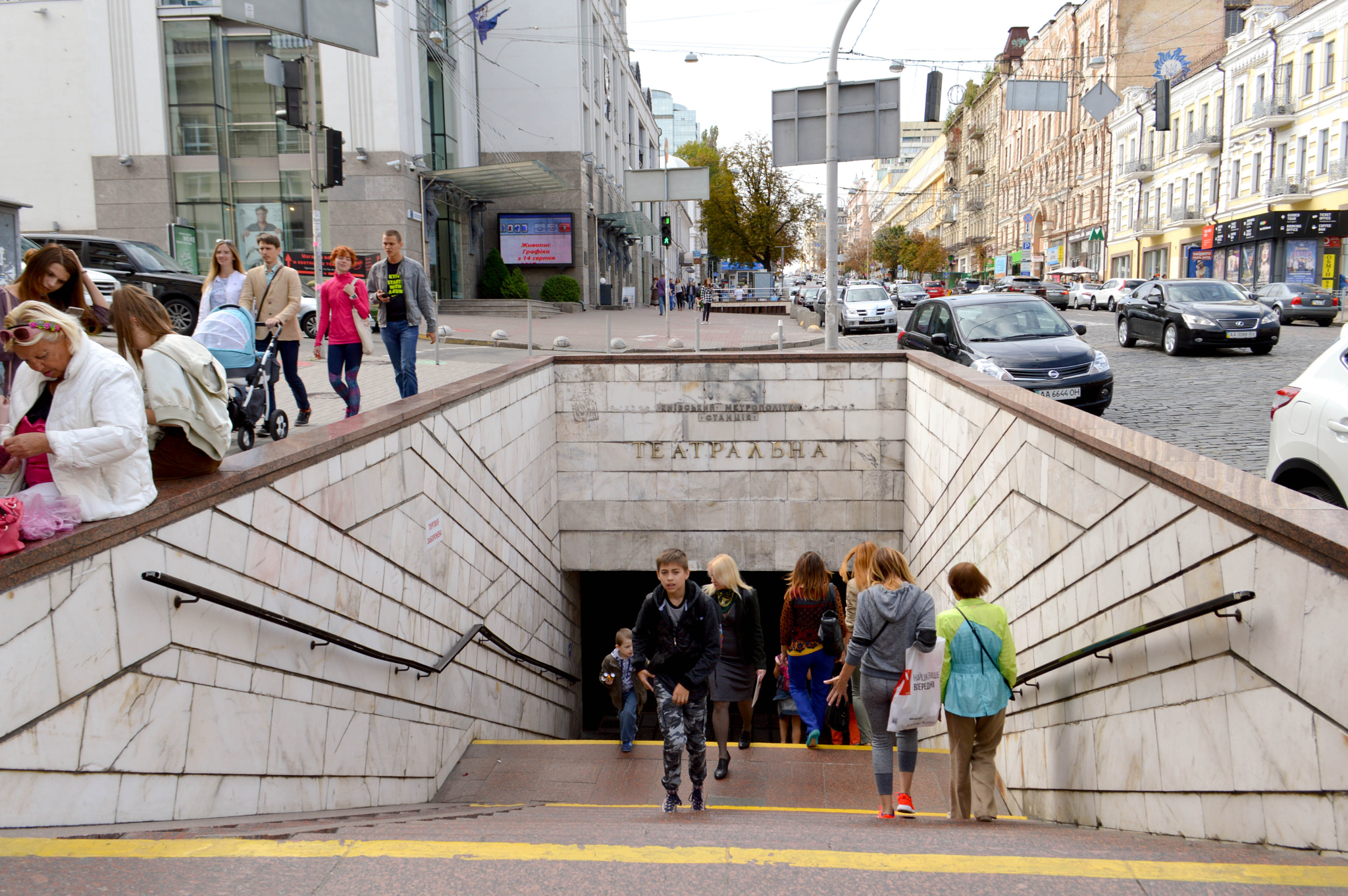
Вхід до станції

## Режим роботи
Відправлення першого поїзда в напрямку:
- ст. «Лісова» — 05:57
- ст. «Академмістечко» — 05:53

Відправлення останнього поїзда в напрямку:
- ст. «Лісова» — 00:26
- ст. «Академмістечко» — 00:22

Розклад відправлення поїздів у вечірній час (після 22:00) в напрямку:
- ст. «Лісова» — 22:53, 23:05, 23:17, 23:28, 23:40, 23:51, 0:03, 0:14, 0:26
- ст. «Академмістечко» — 22:29, 22:41, 22:53, 23:04, 23:14, 23:24, 23:34, 23:44, 23:57, 0:09, 0:22